# Miprocyna
Miprocyna, 4-HO-MiPT – organiczny związek chemiczny, pochodna tryptaminy, analog psylocyny (4-HO-DMT) i metocyny (4-HO-MET). Została opisana przez Alexandra Shulgina w książce TiHKAL.
Od 27 września 2019 r. jest umieszczona w wykazie nowych substancji psychoaktywnych. Jest nielegalna m.in. w Wielkiej Brytanii i Szwecji.